# Temporary Residence Limited
Temporary Residence Limited ist ein Musiklabel aus Brooklyn, New York City. Es existiert seit 1995 und ist auf die Genres Pop und Rock (insbesondere Indie-Rock, Alternative Rock und Post-Rock) spezialisiert.

## Künstler und Bands (aktuell)
- Bellini
- The Black Heart Procession
- The Books
- Canon Blue
- Caroline (Band)
- Cex
- Coliseum
- Rob Crow
- Dreamers of the Ghetto
- The Drift
- Eluvium
- Envy
- Explosions in the Sky
- Fridge
- Grails
- The Ladies
- Lazarus A.D.
- Majeure
- Maserati
- Miss Violetta Beauregarde
- Moholy-Nagy (Band)
- Mono
- My Disco
- Parlour
- Pinback
- Prints
- Sleeping People
- Sybarite
- Systems Officer
- Tarentel
- Kenseth Thibideau
- Three Mile Pilot
- Young Widows

## Künstler und Bands (ehemalige)
- The Anomoanon
- By the End of Tonight
- Cerberus Shoal
- Halifax Pier
- Howard Hello
- Icarus
- Kammerflimmer Kollektief
- Kilowatthours
- Lumen
- Nice Nice
- Nightfist
- Rumah Sakit
- Sonna